# Manfred Ebert
Manfred Ebert (6 dicembre 1935 – 24 dicembre 2003) è stato un calciatore tedesco, di ruolo attaccante.

## Carriera

### Club
Giocò per 5 nel 1. Fußball-Club Saarbrücken.

### Nazionale
Con la nazionale della Saar collezionò due presenze senza segnare nessuna rete.